# Коримбия красиволистная
Коримибия красиволистная (лат. Corymbia calophylla) — вид деревьев, распространённый в юго-западной части Австралии и являющийся её эндемиком. 
Первоначально растение было описано в составе рода Eucalyptus, но сейчас относится к другому роду — Corymbia.

## Ботаническое описание
Дерево высотой до 40 м (иногда до 60 м) со стволом до 2 м в диаметре. Плоды крупные. Кора серо-коричневая или красно-коричневая, имеет грубую мозаичную поверхность.
Листья глянцево-зелёные, располагаются попеременно, заострённые у основания. Листовая пластинка длиной 9—14 см и шириной 25—40 мм. Черешок 15—20 мм.
Цветение приходится на декабрь—май, сопровождаясь распусканием цветков. Бутоны цветков располагаются на концах веточек в цветоносах, имеющих круглую или угловатую форму в поперечном сечении.

## Распространение и экология
Произрастает на территории юго-западной Австралии. Для местных птиц, например какаду, семена этого дерева являются важным источником питания. Древесина используется для изготовления мебели, но не для строительства. Из цветков можно высасывать сахарный сироп, либо помещать их в воду для приготовления сладкого напитка: такое их использование отмечал ботаник Джеймс Друммонд в своей работе 1843 года.
Аборигены Австралии использовали содержащую антисептик и обильно выделяемую деревом смолу для лечения ран.